# Neozoanthus
Neozoanthus is een geslacht van neteldieren uit de klasse van de Anthozoa (bloemdieren).

## Soorten
- Neozoanthus caleyi Reimer, Irei & Fujii, 2012
- Neozoanthus tulearensis Herberts, 1972
- Neozoanthus uchina Reimer, Irei & Fujii, 2012